# 6766 Kharms
6766 Kharms eller 1982 UC6 är en asteroid i huvudbältet som upptäcktes den 20 oktober 1982 av den rysk-sovjetiska astronomen Ljudmila Karatjkina vid Krims astrofysiska observatorium på Krim. Den är uppkallad efter den ryske författaren Daniil Charms.
Asteroiden har en diameter på ungefär fem kilometer.